# Северный сианьский вокзал

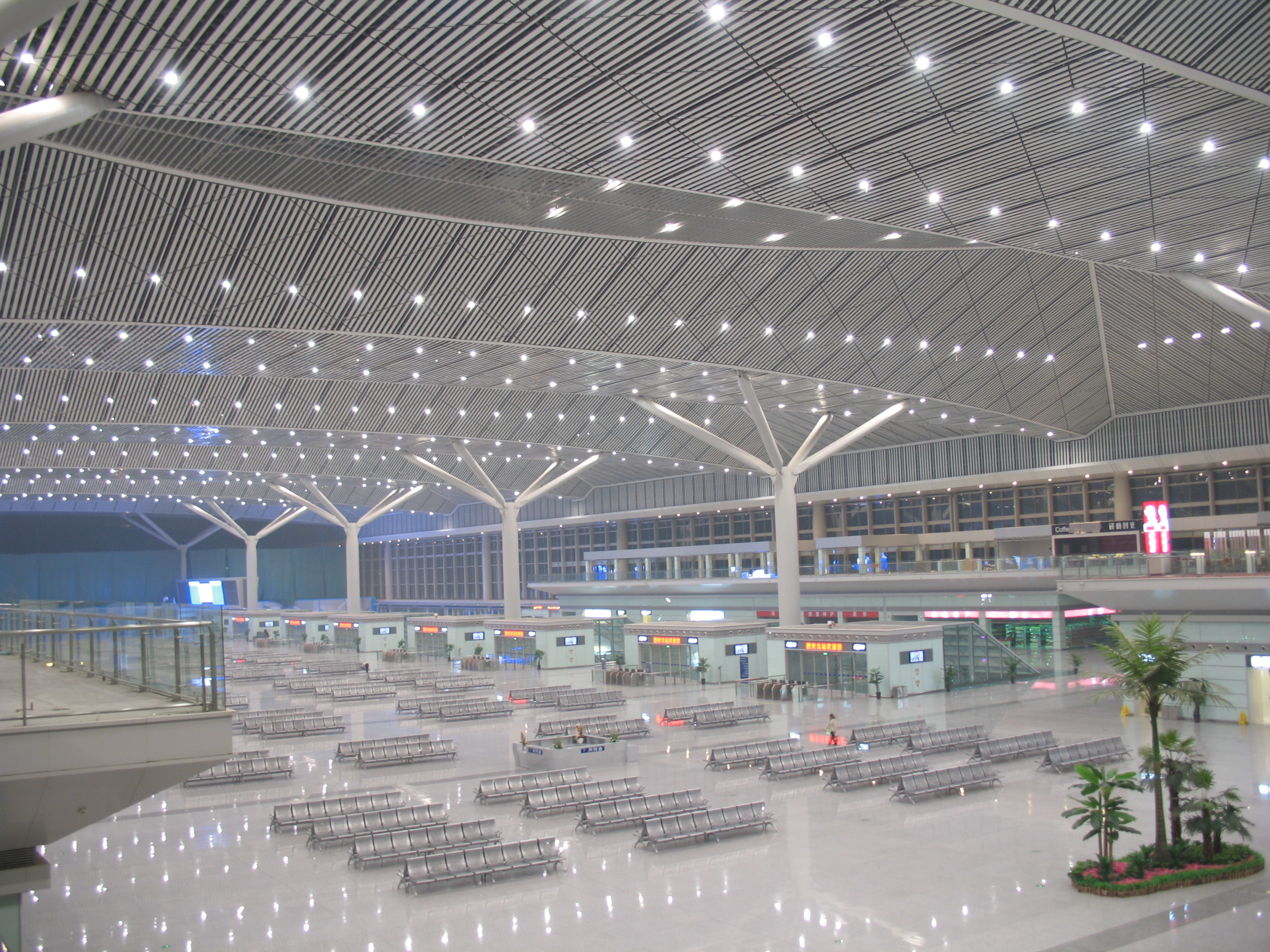
Главный зал вокзала

Северный сианьский вокзал (кит. упр. 西安北站, пиньинь Xī'ānběi Zhàn, палл. Сяньбэй Чжань) — вокзал в Сиане, КНР. Расположен в районе Вэйян, в 10 км к северу от центра города и «старого» железнодорожного вокзала Сианя.
Станция имеет 34 платформы (16 островных, 2 боковых), что делает этот железнодорожный вокзал крупнейшим в Северо-Западном Китае. Вокзал имеет выход к станции метро Бэй Кэчжань, линия которой ведет в центр города.
Строительство вокзала началось с 19 сентября 2008 года, и было окончено 11 января 2011 года.
По состоянию на август 2015 года, вокзал обслуживает высокоскоростные (G и D серии) поезда на железнодорожных линиях Чжэнчжоу — Сиань и Сиань — Баоцзи; одна из них тянется на юг в Шэньчжэнь, другая на север, в Пекин. Все другие пассажирские поезда, прибывающие в Сиань, следуют на главный вокзал в центр города.